# Vieux-Condé
Vieux-Condé – miejscowość i gmina we Francji, w regionie Hauts-de-France, w departamencie Nord.
Według danych na rok 1990 gminę zamieszkiwało 10 859 osób, a gęstość zaludnienia wynosiła 982 osób/km² (wśród 1549 gmin regionu Nord-Pas-de-Calais Vieux-Condé plasuje się na 76. miejscu pod względem liczby ludności, natomiast pod względem powierzchni na miejscu 266.).